# Naums kyrka
Naums kyrka är en kyrkobyggnad som sedan 2018 tillhör Varabygdens församling (2002—2018 Ryda församling och tidigare Naums församling) i Skara stift. Den ligger i kyrkbyn Naum i Vara kommun.

## Historia
Tidigare fanns strax söder om nuvarande byggnad en träkyrka som troligen tillkommit på 1500-talet, byggts ut omkring 1670 och förändrats helt 1811-1813. Både kyrkan och klockstapeln från 1731 revs 1892. Socknen nämns redan på 1300-talet och troligen har där funnits en ännu tidigare träkyrka.

## Kyrkobyggnaden
Nuvarande träkyrka i nygotik uppfördes 1890–1892 av byggmästare Gustaf Persson från Lidköping enligt ritningar från 1888 av Fritz Eckert. Den invigdes i oktober 1892. Kyrkan består av ett långhus med ett smalare femsidigt kor i nordost samt ett kyrktorn med spira och förstugor på långsidorna. Den södra har senare satts igen och gjorts om till sakristia. Yttertaket är klätt med skiffer utom koret och spiran som är kopparplåtbeklädda. De parvis anordnade fönstren har bågar av järn. Kyrkan var från början målad utvändigt i en mörk kulör med lister och detaljer ljusare. Efter ommålningar 1950 och 1982 är fasaderna ljusgrå med mörkare detaljer. Fönsterbågarna är blåmålade. Stommen är av stolpverk med liggtimmer. Fasaden är klädd med liggande och stående panel. Invändigt är väggarna klädda med pärlspontade bräder på olika ledd, liksom taket. Koret täcks av ett ribbvalv.
En ivändig renovering genomfördes 1950 efter ritningar av Ärland Noréen. De höga korfönstren sattes igen, ett altarskåp placerades över altaret och ett nytt fönster öppnades på söderväggen. Ny bänkar sattes in och interiören målades om från brunt till grått. Till att genomföra Noréens radikala ombyggnadsförslag av exteriören saknades medel. Vid en renovering 1982 återställdes en del, varvid bland annat korfönstret åter togs upp. En läktarunderbyggnad tillkom 1993.

## Inventarier
- Dopfunten är från 1907.
- Altartavlan är en triptyk utförd av Greta Höglund 1950, som donerats till kyrkan.
- Korfönstrets kors har snidats av trä från den gamla kyrkan.

### Orgel
Nuvarande orgel är tillverkad av Nordfors & Co i Lidköping 1963 och fasad och ryggpositiv ritades av arkitekt Adolf Niklasson samma år. Den har sexton stämmor fördelade på två manualer och pedal. Den föregående orgeln var från 1892.